# Carla Guerrero
Pour les articles homonymes, voir Guerrero (homonymie).
Carla Guerrero Puelle, née à Santiago le 23 décembre 1987, est une footballeuse chilienne évoluant au poste de défenseur avec le club espagnol du Rayo Vallecano et avec la sélection chilienne.

## Biographie

### Carrière en club
Originaire de Peñalolén, Guerrero se forme au club de l'Universidad de Chili, où elle évolue de 2004 à 2008. En 2009, elle part à Viña del Mar pour étudier l'éducation physique à l'Université pontificale catholique de Valparaíso, signant à Everton, avec lequel elle remporte le championnat national et la Coupe du Chili. Une blessure cette même année, combinée à son changement d'université, l'a fait rentrer à Santiago, où elle rejoint Colo Colo, sous le technicien José Letelier. Elle y reste huit saisons, remportant 3 titres nationaux, la Coupe Libertadores 2012 et trois coupes des champions. En janvier 2018, elle rejoint l'Independiente Santa Fe dans le championnat colombien, avant de rejoindre en août de la même année l'Espagne et le Rayo Vallecano.

### Carrière en sélection nationale
En 2010, Guerrero est convoquée en sélection nationale chilienne pour participer au Sudamericano Femenino 2010. Elle dispute ensuite la Copa América 2014. Aux Jeux sud-américains de 2014, elle obtient la médaille de bronze.
Guerrero participe ensuite à la Copa America 2018, où le Chili obtient une qualification pour la Coupe du monde pour la première fois dans son histoire. Capitaine de l'équipe, elle est considérée comme l'une des pilières de la défense chilienne, et l'une des figures du tournoi.
Elle fait partie des 23 joueuses chiliennes convoquées pour disputer la Coupe du monde 2019 organisée en France.

## Palmarès

### Titres nationaux
| Titre                   | Club      | Pays  | Année         |
| ----------------------- | --------- | ----- | ------------- |
| Championnat National    | Everton   | Chili | 2009          |
| Coupe du Chili féminine | Everton   | Chili | 2009          |
| Championnat National    | Colo-Colo | Chili | 2010          |
| Championnat National    | Colo-Colo | Chili | 2011-Apertura |
| Championnat National    | Colo-Colo | Chili | 2011-Clausura |
| Championnat National    | Colo-Colo | Chili | 2012-Apertura |
| Championnat National    | Colo-Colo | Chili | 2012-Clausura |
| Championnat National    | Colo-Colo | Chili | 2013-Apertura |
| Championnat National    | Colo-Colo | Chili | 2013-Clausura |
| Coupe des Championnes   | Colo-Colo | Chili | 2013          |
| Championnat National    | Colo-Colo | Chili | 2014-Apertura |
| Championnat National    | Colo-Colo | Chili | 2014-C        |
| Championnat National    | Colo-Colo | Chili | 2015-Apertura |
| Coupe des Championnes   | Colo-Colo | Chili | 2015          |
| Championnat National    | Colo-Colo | Chili | 2016-Clausura |
| Coupe des Championnes   | Colo-Colo | Chili | 2016          |
| Championnat National    | Colo-Colo | Chili | 2017-Apertura |
| Championnat National    | Colo-Colo | Chili | 2017-Clausura |

### Titres internationaux
| Titre                                     | Équipe                               | Pays  | Année |
| ----------------------------------------- | ------------------------------------ | ----- | ----- |
| Coupe Libertadores Féminine               | Colo-Colo                            | Chili | 2012  |
| Médaille d'argent aux Jeux sud-américains | Équipe du Chili féminine de football | Chili | 2014  |